# Mariana Costa
Mariana Andrade Costa; znana jako Mari Paraíba (ur. 30 lipca 1986 w Campina Grande) – brazylijska siatkarka, Reprezentantka kraju, grająca na pozycji przyjmującej.
W 2012 roku zapozowała do zdjęć w magazynie Playboy, gdzie potem nazywano ją "Muzą siatkówki".
W grudniu 2024 roku poinformowała, że kończy siatkarską karierę.

## Sukcesy klubowe
Liga brazylijska:
- 2005
- 2006, 2021
- 2010, 2016, 2019

Superpuchar Szwajcarii:
- 2016

Puchar Szwajcarii:
- 2017

Liga szwajcarska:
- 2017

Klubowe Mistrzostwa Świata:
- 2017

Puchar Brazylii:
- 2018

Superpuchar Brazylii:
- 2020

Klubowe Mistrzostwa Ameryki Południowej:
- 2021

Liga grecka:
- 2022[5]

## Sukcesy reprezentacyjne
Letnia Uniwersjada:
- 2011

Igrzyska Panamerykańskie:
- 2015[6]

Grand Prix:
- 2016
- 2015

Mistrzostwa Ameryki Południowej:
- 2015